# Museu de Arte Brasileira (Fundação Pierre Chalita)
O Museu de Arte Brasileira (MAB) é instituição cultural privada, situada no bairro de Jaraguá, em Maceió, capital do estado de Alagoas. É mantida pela Fundação Pierre Chalita, organização sem fins lucrativos criada por Pierre Chalita em 1980. Conserva um variado acervo de objetos artísticos, com especial ênfase na arte nordestina, especialmente a alagoana. Promove eventos culturais e oficinas de pintura.

## Histórico
O Museu de Arte Brasileira é um dos dois museus mantidos pela Fundação Pierre Chalita, instituição cultural privada criada pelo pintor e colecionador alagoano Pierre Chalita, com o objetivo de divulgar e expor sua coleção particular, composta por mais de duas mil obras, além de promover o interesse pelas artes visuais e a interação com instituições educacionais e afins. A fundação foi juridicamente constituída em 19 de maio de 1980, sendo essa também a data oficial de criação dos museus.
O Museu de Arte Brasileira encontra-se instalado desde sua criação em um espaço de 1486 metros quadrados de área, distribuídos por dois antigos armazéns, integrantes do conjunto arquitetônico do bairro portuário de Jaraguá, tombado pelo patrimônio histórico de Alagoas. Conta com espaços expositivos, reserva técnica e áreas para atuação didática. Em agosto de 2008, foi erguido um anexo de 800 metros quadrados no pátio dos armazéns, denominado Espaço Pierre Chalita - Museu de Arte Brasileira e destinado a sediar eventos em geral.

## Acervo
A coleção do Museu de Arte Brasileira abrange parte da doação de 2270 obras de arte efetuada por Pierre Chalita à sua fundação, em 1980. As demais obras se encontram reunidas no Museu de Arte Pierre Chalita. O acervo inclui pinturas, esculturas, desenhos e objetos decorativos (cerâmica, prataria e mobiliário), oriundos do Brasil e de outros países e datados entre os séculos XVII e XX. Conserva também objetos ligados à história das projeções cinematográficas da região.
Destaca-se o amplo conjunto de obras de artistas nordestinos, sobretudo alagoanos, registrando desde o Academicismo às tendências contemporâneas, tais como Rosalvo Ribeiro, Frederico Ramos, Murilo LaGreca, Lídio Bandeira de Mello, Lourenço Peixoto, além do próprio Pierre Chalita e outros ligados à Semana de Arte Moderna de 1922.